# مایمونا ان دیایه
مایمونا ان دیایه (انگلیسی: Maimouna N'Diaye) بازیگر فرانسوی-بورکینابی است. او بیشتر به خاطر نقش اصلیش در فیلم چشم طوفان (۲۰۱۵) شناخته می‌شود که برای آن مورد تحسین منتقدان قرار گرفت. 

## زندگی‌نامه
او در کشور گینه بزرگ شد و پس از ورود به دانشگاه و تحصیل در رشته زبان فرانسه، اولین حضور خود را مقابل دوربین در فیلم «در تعقیب پروانه‌ها» ساخته «اوتار لوسلیانی» (۱۹۹۲) تجربه کرد و در سال ۲۰۰۶ نیز در انیمیشن «کریکو» صداپیشگی کرد.
وی سپس به کشور ساحل عاج نقل مکان کرد و در آنجا چندین اثر مستند از جمله «وارباسانگو» (۱۹۹۸) را ساخت. «ان دیایه» به عنوان بازیگر نیز در تلویزیون، فیلم‌های کوتاه و بلندی نقش‌آفرینی کرده که از آن جمله می‌توان به «ظرف عشق» از «ژاک ترابی»، «باغ‌ها در پاییز» (۲۰۰۵) ساخته «اوتار لوسلیانی»، «زنی شبیه هیچ‌کس دیگر» (۲۰۰۸) از «عبدول‌ایه دائو» و همچنین فیلم جدید «tourne a ouaga» ساخته «آیرین تاسمبدو» اشاره کرد.